# Русский заграничный исторический архив в Праге
Русский заграничный исторический архив в Праге (РЗИА) — крупнейший из архивов русской эмиграции в Европе межвоенного периода. Существовал в 1923—1945 годах.

## История создания
Был создан постановлением Комитета Земгора от 17 и 19 февраля 1923 года как «Архив русской революции» в составе библиотеки при Культурно-просветительном отделе Пражского отделения Земгора. Создание архива стало возможным благодаря тому, что проводилась всесторонняя помощь русским эмигрантам со стороны первого президента ЧСР Т. Г. Масарика. Архив подчинялся Земгору и финансировался правительством Чехии. В 1924 получил название «Русский заграничный исторический архив в Праге». Согласно положению об архиве от 14 августа 1924, его задачей было «собирание, хранение, систематизация и научная обработка материалов по истории России и входящих в неё народов». Создан был путём объединения и дополнения ранее существовавших при Земгоре Архива русской эмиграции и Архива Чехословакии.

## Руководство и состав
Руководящим органом архива являлся Совет, в состав которого в разное время входили: В. Л. Бурцев, П. Д. Долгоруков, Н. А. Еленев, А. Ф. Изюмов, В. А. Мякотин, Е. Д. Прокопович-Кускова, С. Г. Пушкарёв, П. Н. Савицкий, Я. Славик, Ф. С. Сушков, А. Н. Фатеев, А. В. Флоровский, В. Н. Челищев, В. В. Чернавин, Е. Ф. Шмурло. Совет избирал управляющего (директора) архива. Председателем Совета был А. А. Кизеветтер, первым управляющим был В. Я. Гуревич, в 1928 году его сменил В. Г. Архангельский, а в 1933 году Совет возглавил Ян Славик.
Архив состоял из отдела документов (заведующий — А. Ф. Изюмов), отдела печатных изданий (заведующий — С. П. Постников) и газетно—журнального отдела (заведующий — Л. Ф. Магеровский, в 1924—1928 годах — Е. М. Эфруси). Для определения ценности приобретаемых документов была организована Учёная комиссия. В её состав в разные годы входили А. А. Кизеветтер, А. Ф. Изюмов, С. Г. Пушкарёв, П. Н. Савицкий, А. В. Флоровский, В. В. Чернавин, Е. Ф. Шмурло. В разные годы в работе архива участвовали: И. М. Брушвит (был председателем Пражского Земгора), С. В. Завадский, В. М. Краснов, С. П. Мельгунов, И. А. Якушев, И. И. Серебренников.

## Политические споры
Сергей Порфирьевич Постников, который возглавил в архиве отдел печатных изданий, публично признавал, что пражский Земгор придерживался эсеровских взглядов. Были представители русской эмиграции, выступавшие против создания архива при Земгоре именно по этим причинам: они полагали, что архив будет узкопартийным. Правые эмигранты протестовали против архива, полагая его центром деятельности эсеров и левых. Пражская пресса также обвиняла Земгор в том, что создание архива являлось актом рекламы и прямо называла эмигрантов, трудящихся в архиве, «политическими бездельниками». Партийная принадлежность Гуревича и Постникова возмущала, в частности, руководство кадетского издания «Руль», которое утверждало, что подобный архив не может быть политически беспристрастным. В 1924 году состоялся III съезд русских учёных, на котором критиковалась личность Гуревича, тогдашнего управляющего архива и даже его национальность. Однако именно те года, когда Гуревич управлял архивом, позднее назвали «Золотым веком».
Постановлением властей Чехословакии от 31 марта 1928 РЗИА перестал быть русским эмигрантским учреждением и был включён в структуру МИД. Руководить архивом был назначен доктор Я. Славик. Руководство научной работой осталось за Советом архива и Учёной комиссией.

## Конфликт с центром Гувера
В 20-е — 30-е годы Пражский архив находился в длительном конфликте с генералом Н. Н. Головиным, представителем Гуверовского центра в Европе. Головин располагал значительными средствами и активно скупал документы для вывоза в Соединённые Штаты. Руководство РЗИА осуждало его деятельность на том основании, что документы, попав в руки американцев, уже не смогут быть возвращены в Россию, когда там рано или поздно будет установлена небольшевистская власть. Особенно сильная полемика разгорелась вокруг покупки Головиным архива генерала П. Н. Врангеля. Головин оправдывался тем, что по условиям сделки, согласованным ещё в 1923, в течение 50 лет «русское белое правительство, признанное наследником генерала барона Врангеля, имеет право получить этот архив обратно».
В свою очередь, русская парижская эмиграция предпочитала сотрудничать с Гуверовским центром. Не только потому, что американцы платили больше, но и по другим соображениям. Во-первых: Чехословакия географически находилась близко к Советскому Союзу, и, следовательно, существовала опасность оккупации этой страны красными, с последующим попаданием коллекции в руки большевиков; а во-вторых: многие эмигранты не могли простить чехословакам предательства ими адмирала Колчака.
В 1934 в состав РЗИА был включён Донской казачий архив, вывезенный в 1919 году из Новочеркасска. 22 марта 1939 года архив был передан в ведение чехословацкого МВД. В 1942 документы рукописного отдела и Донского исторического архива по военной истории России были изъяты немцами и переданы в филиал Архива Сухопутных сил Германии в Праге.

## Годы после Второй мировой
После освобождения Чехословакии от нацистов и её оккупации Красной армией, советские власти немедленно потребовали передать им архив. 13 июня 1945 правительство Чехословакии приняло постановление о передаче документов рукописного отдела и Донского казачьего архива АН СССР по случаю её 220-летия. 6 декабря 1945 премьер министр ЧСР З. Фирлингер вручил комиссии по приёму архива акт дарения. Документы были вывезены в СССР и надолго погребены в недрах секретных фондов Госархива. Ныне они хранятся преимущественно в ГА РФ (575 фондов Пражского архива) и полностью доступны исследователям. Часть документов в советское время была передана в другие архивы согласно их профилю, в том числе в архивы, находившиеся на территории разных союзных республик. Документы журнального и газетного хранилищ находятся в фондах Пражской Славянской библиотеки.